# Julio Colombo
Julio Colombo (Saint-Claude, 22 febbraio 1984) è un ex calciatore francese, nato in Guadalupa, di ruolo difensore.

## Caratteristiche tecniche
Era un difensore centrale.
Nel 2001 è stato inserito nella lista dei migliori calciatori stilata da Don Balón.

## Carriera

### Club
Cresciuto nel Montpellier, dal 2002 al 2010 gioca con la società transalpina. Nel 2010 la società lo svincola.

### Nazionale
Nel 2001 l'Under-17 francese vince il Mondiale di categoria a Trinidad e Tobago.

## Palmarès

### Nazionale
- Campionato mondiale di calcio Under-17: 1

Trinidad e Tobago 2001